# Os Caras de Pau
Os Caras de Pau est une série télévisée de comédie pour la jeunesse diffusée de 2010 à 2013 sur la chaîne brésilienne Rede Globo, en portugais, le dimanche et a une durée de 45 minutes.